# Estació de Budapest-Keleti

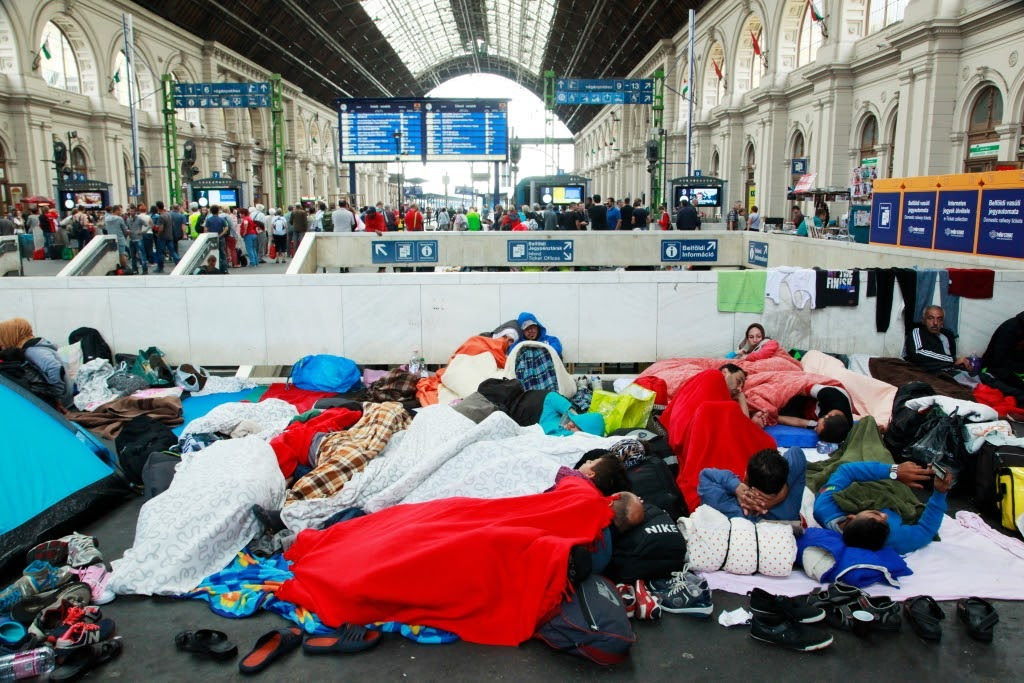
Refugiats a l'interior de l'estació durant la crisi de setembre de 2015

L'estació de Budapest-Keleti (en hongarès: Budapest Keleti pályaudvar) és la principal estació de ferrocarril de Budapest, Hongria.
Keleti pályaudvar equival a 'estació de l'Est'. A Budapest hi ha també les estacions de l'Oest (Nyugati) i del Sud (Déli).
Es troba a la plaça Baross, al final de l'Avinguda Rákóczi.
L'edifici és d'estil eclèctic i va ser construït entre 1881 i 1884. Els autors del projecte són els arquitectes Gyula Rochlitz i János Feketeházy. En el seu moment va ser considerada una de les estacions de ferrocarril més modernes d'Europa. La façana principal és presidida per dues estàtues que representen James Watt i George Stephenson, inventors de la màquina de vapor i de la locomotora de vapor, respectivament.
L'estació de Budapest-Keleti va ser l'epicentre d'un dels episodis més dramàtics de la crisi dels refugiats a Europa, a començaments de setembre de l'any 2015. Una gran quantitat de persones, principalment refugiats a causa de la Guerra civil siriana, es van concentrar al voltant de l'estació esperant poder agafar algun tren que els portés a Àustria o Alemanya. La circulació de trens va ser suspesa i moltes d'aquestes persones van haver de seguir a peu